# Землетрус у Гватемалі (2012)

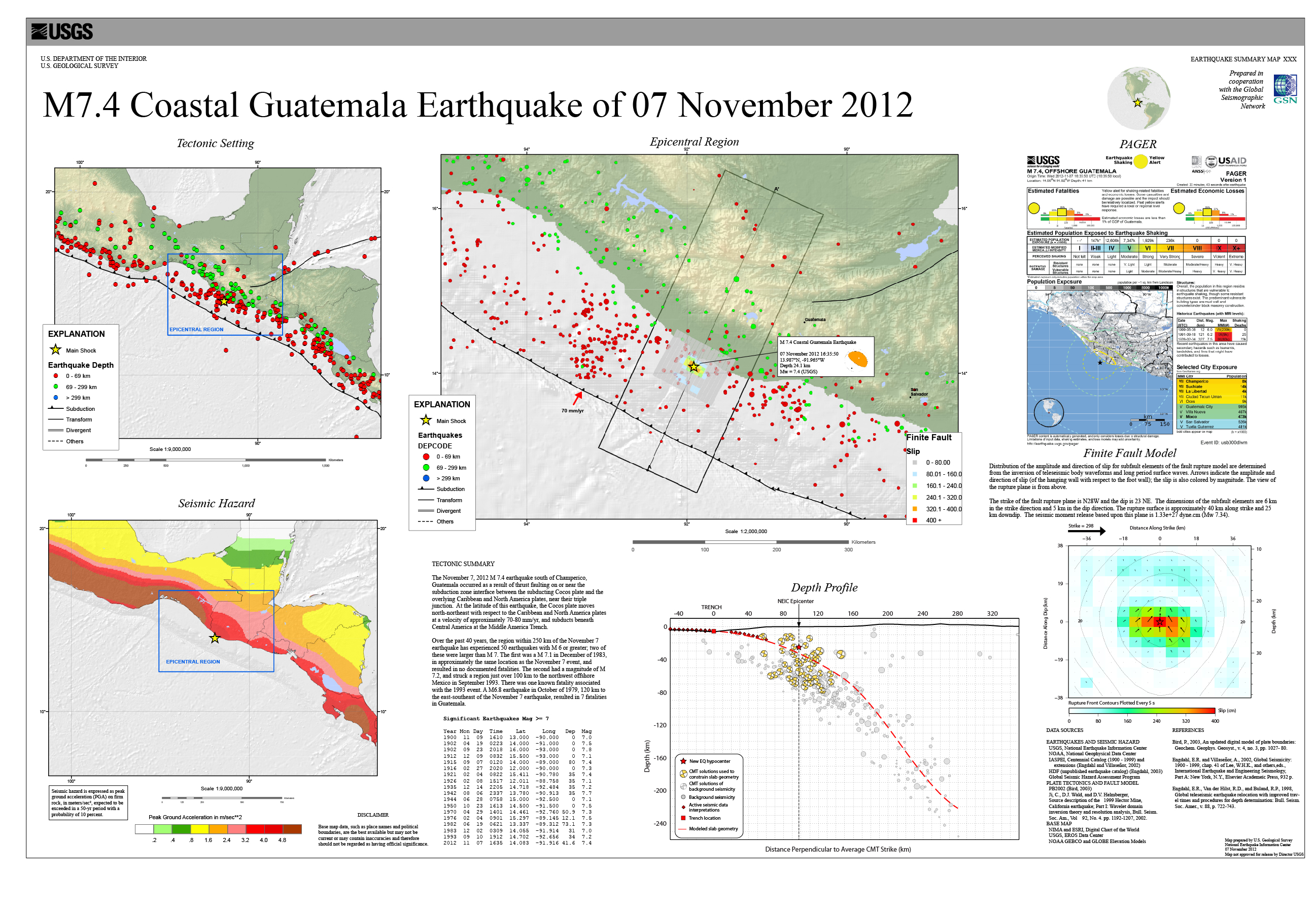

Землетрус у Гватемалі 2012 року — потужний землетрус біля узбережжя Гватемали магнітудою 7,4 , який відбувся 7 листопада 2012 року о 10 годині 35 хвилин (за місцевим часом) за 24 км на південь від Чамперіко. Гіпоцентр землетрусу містився в Тихому океані і залягав на глибині 41,6 км. Землетрус відчувся в Мексиці і Гондурасі.
За даними Національної служби зі зниження наслідків стихійних лих, кількість постраждалих в результаті землетрусу в Гватемалі перевищила 3,4 мільйона осіб. 
В результаті потужних підземних поштовхів в Гватемалі загинуло 48 людей. Землетрус завдав шкоди 11 з 22 департаментів країни, економіці країни завдано серйозної шкоди.
Документально підтверджено, що приблизно 30 500 осіб були евакуйовані, майже 10 тисяч з них через місяць після лиха продовжують залишатися у тимчасових притулках. Руйнування різного ступеня тяжкості зафіксовані у 21,8 тисяч будинків та інших будівель, з яких 11,6 тисяч доведеться відбудовувати наново.
За словами міністра фінансів країни, уряд Гватемали вже зарезервував приблизно 140 мільйонів доларів для робіт з відновлення економіки. Допомогу в цьому готовий надати і Міжамериканський банк розвитку.
У Гватемалу надходила допомога з інших країн. Так, 150 тонн гуманітарних вантажів направила Венесуела, в першу чергу продукти харчування та медикаменти.

## Виноски
1. ↑  В результате землетрясения в Гватемале пострадали восемь человек. 7-11-2012. Архів оригіналу за 10-11-2012. Процитовано 18-11-2012.
2. 1 2 3  Magnitude 7.4 - OFFSHORE GUATEMALA. 7-11-2012. Архів оригіналу за 11-11-2012. Процитовано 18-11-2012.
3. ↑  Massive earthquake out of the Champerico, Guatemala coast – Red alert called by the president. 7-11-2012. Архів оригіналу за 11-11-2012. Процитовано 18-11-2012.
4. ↑  У Гватемалі в результаті землетрусу постраждали більш як три мільйони осіб. Архів оригіналу за 18 листопада 2012. Процитовано 18 листопада 2012.
5. ↑  Сильний землетрус у Гватемалі забрав життя майже півсотні людей. 08.11.2012, 09:02